# 국가 원수 (영화)
《국가 원수》(영어: Heads of State)는 2025년 공개된 미국의 액션 코미디 영화로, 일리야 나이슐레르가 감독을 맡았다.

## 출연진
- 존 시나 - 윌 데린저 미국 대통령
- 이드리스 엘바 - 샘 클라크 영국 총리
- 프리양카 초프라 - 노엘 비셋
- 잭 퀘이드 - 마티 코머
- 패티 콘시딘 - 빅토르 그라도프
- 스티븐 루트 - 아서 해먼드
- 칼라 구지노 - 엘리자베스 커크 미국 부통령
- 세라 나일스 - 시몬 브래드쇼
- 리처드 코일 - 퀸시 해링턴
- 클레어 포스터 - 캣 데린저 미국 영부인
- 커트리나 더든 - 올가
- 알렉산드르 쿠즈네초프 - 사샤
- 샬토 코플리 - 토머스 쿠퍼
- 에이드리언 루키스 - 잭 고든
- 잉게보르가 답쿠나이테 - 벨라루스인 농부
- 스티븐 크리 - 크래슨